# Ortsteil
Ortsteil ist einerseits

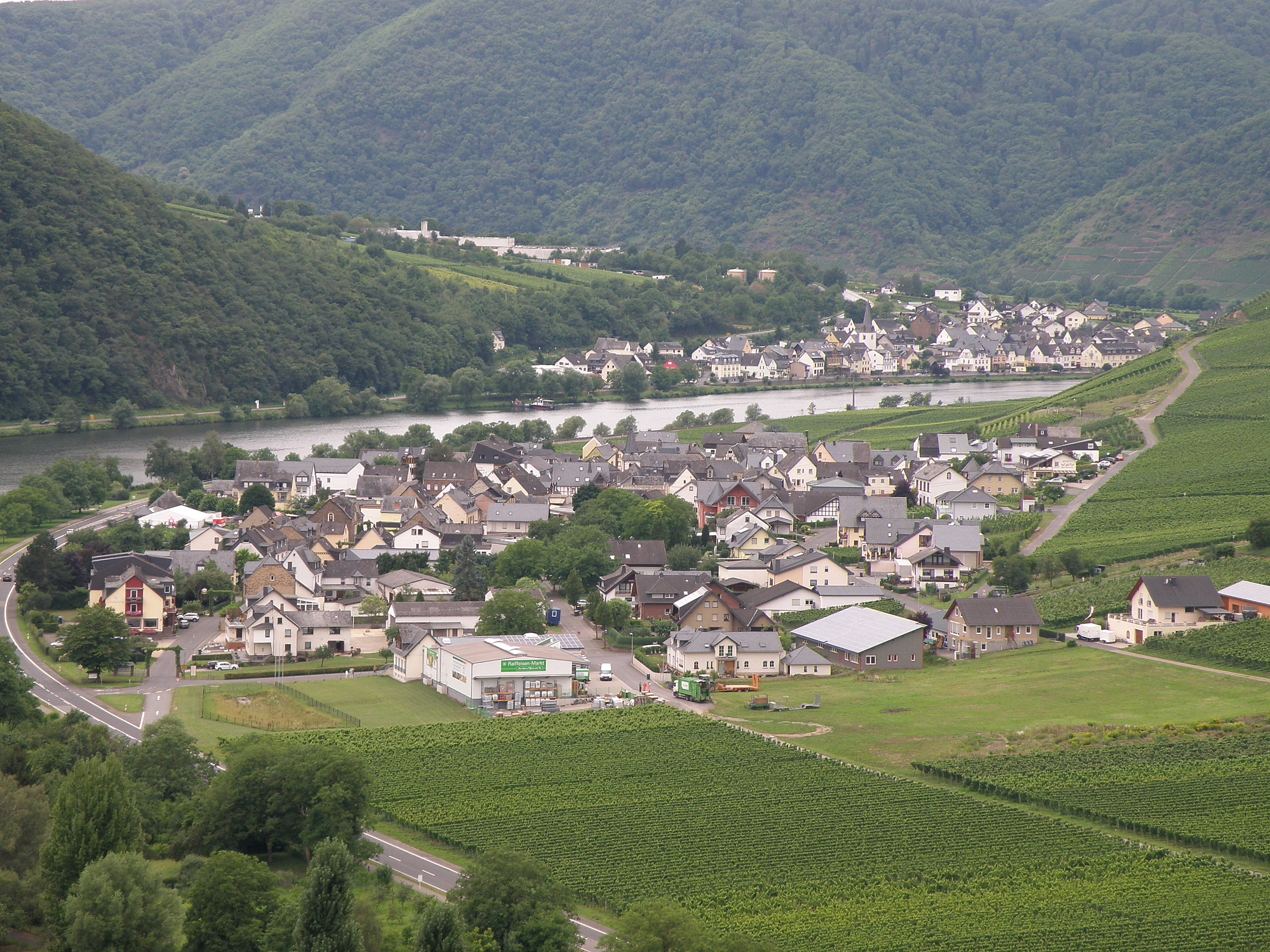
Poltersdorf, Ortsteil der Gemeinde Ellenz-Poltersdorf

- in Siedlungsgeographie, Demographie und Raumplanung ein unspezifischer Sammelbegriff für abgegrenzte und mit eigenem Namen versehene Teile einer Siedlung, einer Ortschaft oder eines Ortes (im allgemeinen Sinne)

und andererseits in manchen Gegenden
- kommunalrechtlich eine konkrete Unterteilung des Verwaltungsgebietes einer Stadt oder Gemeinde.

Je nach Art der Gebietskörperschaft oder Verwaltungseinheit wird ein Ortsteil auch als Stadtteil, Stadtgebiet, Stadtviertel, Quartier, Gemeindeteil, Ortschaft, Ortschaftsbestandteil, Teilort oder Fraktion  bezeichnet.

## Allgemeines
Städte, Gemeinden und auch einzelne Orte gliedern sich, teils mehrstufig, weiter auf, sowohl in kommunalrechtlich-administrativer Hinsicht als auch zu amtlich-statistischen Zwecken.
Zu den Allgemeinbegriffen für Ortsteile gehören:
- Stadtteil (in der Schweiz auch Quartier), Stadtviertel und Stadtbezirk als Teil einer – siedlungsgeographischen oder rechtlichen – Stadt
- Gemeindeteil, Ortsbezirk, Stadtbezirk, Ortschaft und Fraktion als Teil einer kommunalrechtlichen (politischen) Gemeinde
- Ortslage ist ein allgemeiner Fachausdruck für benannte, kleinräumige Strukturen bis hin zu einzelnen Adressbereichen
- Dorfschaft und Bauerschaft für Ansiedlungen im ländlichen Raum, auch Weiler für nicht geschlossene Ortschaften
- Talschaft steht für Gemeindeteile oder -verbände im Bergraum
- Gemarkung und Katastralgemeinde sind landesspezifische Fachausdrücke für grundbuchlich-katastrale Strukturen

Ortsteile können 
- ehemalige Gemeinden und Städte sein, die durch eine Eingemeindung (häufig im Zuge einer Gebietsreform) ihre Selbständigkeit aufgeben mussten und zu Teilen einer benachbarten oder neu geschaffenen Kommune wurden
- neue Wohnviertel (Neubaugebiete) sein, die als Siedlung einen eigenen Namen erhielten,

Im ländlichen Raum bilden die Kleinsiedlungen wie Weiler oder Gehöfte teils eigenständige Orte, sind aber auch Ortsteile ihrer nahen Zentralorte oder Gemeinden. Streusiedlungen bestehen aus Einzellagen.
In noch größerem Maßstab bilden die Einzelstädte einer Stadtagglomeration (Megastadt) eine gewisse Einheit. Dabei überlagern sich historisch Gewachsenes und raum-/stadtplanerische Neuordnungen, so dass Siedlungen und Siedlungsräume im Allgemeinen eine recht komplexe, vielfältige Ortsteilstruktur zeigen.

## Deutschland

### Allgemeines
Je nach Regelung in der Gemeindeordnung des jeweiligen Landes können Ortsteile auch Ortsteilvertretungen (Ortschaftsrat, Ortsrat, Ortsbeirat, Dorfvorstand) oder eigene Ortschaftsverwaltungen sowie einen Ortsvorsteher (Dorfvorsteher) oder einen Ortsbürgermeister haben. Hier spricht man dann meist von der Ortschaft (im rechtlichen Sinne).
Die Benennung neuer Ortsteile ist alleinige Angelegenheit der jeweiligen Gemeinde. Dabei muss sie verschiedene Stellen (zum Beispiel Archivverwaltung, Statistische Ämter, Post, Vermessungsämter usw.) anhören und darauf achten, dass innerhalb der Gemeinde keine gleichlautenden Ortsteilnamen auftreten.
In größeren Städten werden Ortsteile je nach Land als Stadtbezirke bezeichnet oder zu solchen zusammengefasst. Im Gegensatz zu Ortsteilen, die eine eigene Ortschaftsvertretung haben können, müssen Stadtbezirke meist eine solche haben. Name, Wahlmodus und Zuständigkeiten dieser Bezirksvertretungen variieren ebenfalls von Land zu Land.

### Baurecht
Im baurechtlichen Sinne ist ein Ortsteil „jeder Bebauungskomplex im Gebiet einer Gemeinde, der nach der Zahl der vorhandenen Bauten ein gewisses Gewicht besitzt und Ausdruck einer organischen Siedlungsstruktur ist“. Ein Bebauungskomplex, der die genannten Bedingungen nicht erfüllt, wird Splittersiedlung genannt. Die Einordnung eines Bebauungskomplexes in eine der Kategorien wird von den Gerichten unterschiedlich gehandhabt und hängt von der Siedlungsstruktur des konkreten Einzelfalls ab. So hat das Bundesverwaltungsgericht bei einer Ansammlung von vier Wohngebäuden das hinreichende Gewicht verneint, der Verwaltungsgerichtshof Baden-Württemberg einem Komplex von fünf Wohnhäusern und fünf Nebengebäuden die Ortsteilqualität zuerkannt. Das Niedersächsische Oberverwaltungsgericht wiederum sah in einer Bebauung mit 13 Wohnhäusern keinen Ortsteil.
Der Begriff des Ortsteils spielt vor allem bei der Abgrenzung von im Zusammenhang bebauten Ortsteilen vom Außenbereich eine Rolle, die bei der Bestimmung der Zulässigkeit von Bauvorhaben entscheidend sein kann.

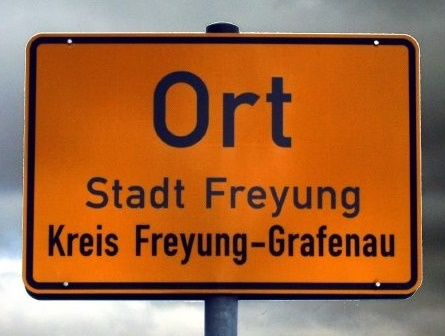
Ortstafel für den Ortsteil Ort
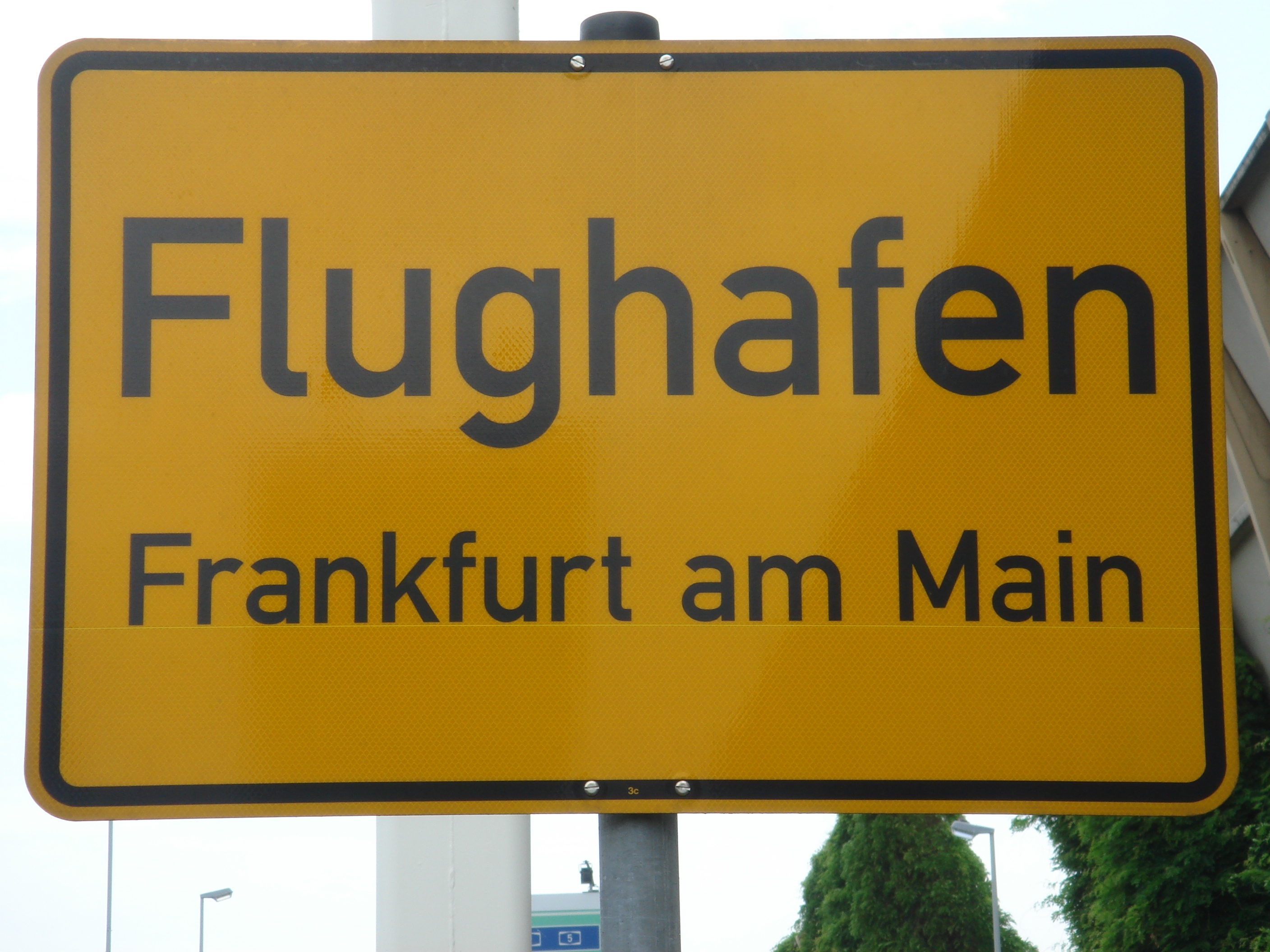
Ortstafel für den Frankfurter Stadtteil Flughafen
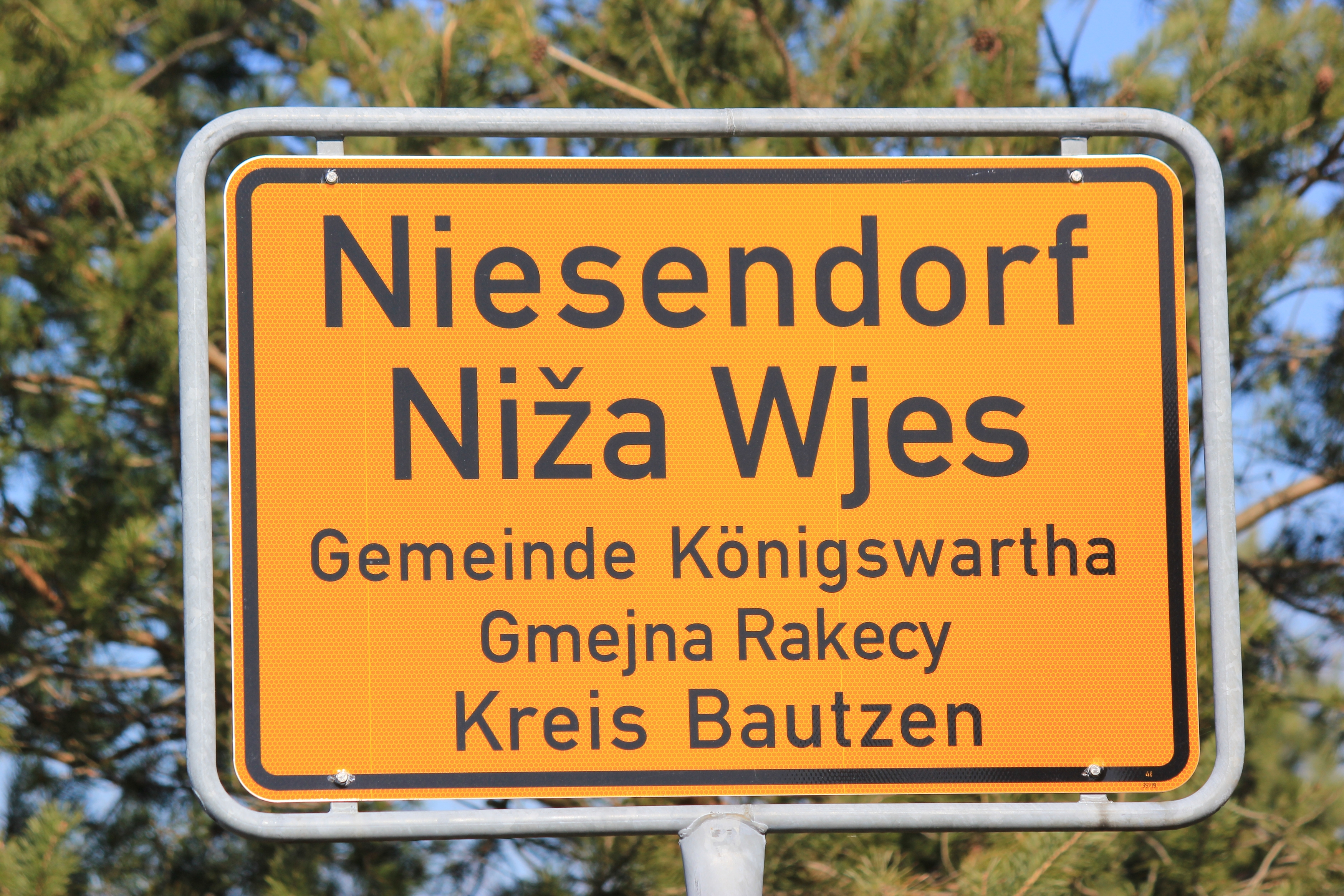
Zweisprachige Ortstafel für den Ortsteil Niesendorf (Sachsen)

### Einzelne Länder und Städte
In Baden-Württemberg ist auch der Begriff Teilort üblich, der in die nach der Gemeindereform 1972 geschaffene Unechte Teilortswahl eingeflossen ist.

In Bayern verwendet die Bayerische Gemeindeordnung die Begriffe Stadtbezirk und Gemeindeteil und legt in Art. 2 Abs. 2 fest, dass dessen amtliche Benennung nicht durch die Gemeinde selbst, sondern durch die Aufsichtsbehörde (in der Regel also die Kreisverwaltung) erfolgt. Ehemals selbständige Gemeindeteile können unter bestimmten Voraussetzungen einen Ortssprecher wählen. Städten mit mehr als 100.000 Einwohnern sind in Stadtbezirke einzuteilen, die eigene Bezirksausschüsse haben können. Im Jahr 2012 gab es in Bayern rund 42.000 amtlich benannte Gemeindeteile.

In Berlin sind die Bezirke seit der Gebietsreform amtlich in insgesamt 97 Ortsteile unterteilt (vgl. die Verwaltungsgliederung Berlins). Ortsteile haben keine Bedeutung für die Verwaltung der Stadt; sie orientieren sich grob an historisch entstandenen Räumen, dienen der statistischen Erfassung und sollen die Identifikation der Bewohner mit „ihrem“ Stadtgebiet fördern. Die Größe von Ortsteilen ist sehr unterschiedlich, der Ortsteil Neukölln hat etwa 160.000 Einwohner, im Ortsteil Malchow leben rund 550 Menschen.

In Brandenburg können nach § 45 der Kommunalverfassung „Im Gebiet einer amtsfreien Gemeinde … Ortsteile gebildet werden, wenn ausreichend große, räumlich getrennte, bewohnte Gemeindeteile vorhanden sind.“ In der Regel kann jede bei einem Gemeindezusammenschluss beteiligte Gemeinde nur einen Ortsteil bilden, außer sie hat schon vorher Ortsteile gebildet. Nach § 28 (2) hat die Gemeindevertretung das Recht, bewohnte Gemeindeteile zu benennen. In der Regel werden die Orts- und Gemeindeteile in den Hauptsatzungen der Gemeinden benannt.

In Hamburg ist das Gebiet der Freien und Hansestadt in sieben Bezirke als untere Verwaltungseinheit gegliedert. Die Bezirke in Hamburg bestehen jeweils aus mehreren namentlich benannten Stadtteilen. Die insgesamt 104 Stadtteile sind für statistische und verwaltungstechnische Aufgaben nochmals in ein oder mehrere amtliche Ortsteile untergliedert. Insgesamt gibt es 181 Ortsteile, die jeweils mit einer dreistelligen Nummer bezeichnet sind.

In Hessen können die Städte und Gemeinden nach § 82 Abs. 1 der Hessischen Gemeindeordnung (HGO) durch Beschluss der Gemeindevertretung für ihr Gebiet Ortsbezirke bilden. Die Einrichtung und Abgrenzung der Ortsbezirke wird in der Hauptsatzung der Gemeinde geregelt. Ortsbezirke, die im Rahmen der Gebietsreform in Hessen geschaffen wurden, sind in der Regel identisch mit dem Gebiet der früher selbständigen Gemeinden. In jedem Ortsbezirk wird ein Ortsbeirat gewählt, der Vorsitzende ist der Ortsvorsteher. Ein Ortsbezirk kann einen oder mehrere Stadtteile umfassen; die Grenzen der Ortsbezirke müssen nicht mit den Grenzen der Stadtteile übereinstimmen.

In nordrhein-westfälischen Großstädten bilden Ortsteile inoffizielle Unterordnungen von Stadtteilen, die wiederum Teilmengen eines Stadtbezirks sind. In Münster wird die Ebene unterhalb des Stadtbezirks als Wohnbereich bezeichnet.

In Rheinland-Pfalz verhält es sich ähnlich wie in Hessen nach §§ 74–77 der Gemeindeordnung (GemO) des Landes.

In Sachsen-Anhalt ist zwischen dem Begriff des Ortsteils und der Ortschaft zu unterscheiden. Durch namentlich benannte Ortsteile wird eine Gemeinde zunächst nur räumlich gegliedert. Die Ortsteile können durch die Hauptsatzung der Gemeinde definiert sein. Bei Eingemeindungen durch die Gemeindegebietsreform Sachsen-Anhalt 2009/2010/2011 können sich die Ortsteile auch indirekt aus dem Gesetz zur Ausführung der Gemeindegebietsreform von 2010 ergeben. Wenn die Hauptsatzung der neuen Großgemeinde Ortsteile nicht gesondert definiert, wurden die neu aufgenommenen Gemeinden als auch alle bis dahin bestehenden Ortsteile Kraft Gesetzes zu gleichrangigen Ortsteilen der Großgemeinde.
Die Ortschaft hingegen ist ein Teilgebiet einer Gemeinde, in dem den Einwohnern durch die Einführung der Ortschaftsverfassung ein Mitwirkungsrecht an den Angelegenheiten eingeräumt wurde, welche die Ortschaft betreffen (§ 81 Kommunalverfassungsgesetz des Landes Sachsen-Anhalt). Eine Ortschaft wird aus dem Gebiet eines Ortsteils oder aus dem mehrerer Ortsteile gebildet. Ortsteil und Ortschaft können also deckungsgleich sein. In vielen Fällen fasst aber eine Ortschaft mehrere Ortsteile unter dem Namen ihres wichtigsten Ortsteils zusammen. Dies führt im alltäglichen Gebrauch häufiger zur falschen Verwendung der Begriffe.
Nur Gemeinden, die keiner Verbandsgemeinde angehören, können nach Maßgabe des § 81 Abs. 1 der Kommunalverfassung Ortschaften bilden. Dabei besteht ab der Ortschaftsgröße von 300 Einwohnern grundsätzlich die Möglichkeit, zwischen dem Modell Ortsvorsteher, das bis zu 300 Einwohner verpflichtend ist, oder dem Modell Ortschaftsrat nebst Ortsbürgermeister zu wählen. Beide Modelle erlauben es den Bürgern des Ortsteils, die ortsteilspezifischen Interessen nach näher bestimmten Regelungen unmittelbar an die Organe der Gemeinde (Gemeinderat und Bürgermeister) heranzutragen, mit denen sich die Organe dann bei anstehenden Entscheidungen auseinanderzusetzen haben.

In Sachsen kennt § 65 der Sächsischen Gemeindeordnung den Begriff „Ortsteil“, verwendet ihn aber für eine bisherige Gemeinde, die nach einem Zusammenschluss mit einer anderen oder nach Integration in eine aufnehmende Gemeinde ihre Selbständigkeit verliert, jedoch als Ortschaft besondere Rechte behält. Die allgemeinen Paragraphen 5, 15 und 22 der Sächsischen Gemeindeordnung verwenden hingegen mehrfach den Begriff „Gemeindeteil“. Zudem erlaubt § 70 den kreisfreien Städten die Einführung von „Stadtbezirken“. Leipzig und Dresden haben hiervon in ihren jeweiligen Hauptsatzungen Gebrauch gemacht, nicht aber Chemnitz. Die kreisfreie Stadt Chemnitz definiert in § 3 ihrer Hauptsatzung die 39 der Stadtgliederung dienenden Gemeindeteile als Stadtteil Die administrative Gliederung der Stadt Leipzig (seit 1992) hingegen teilt zehn Stadtbezirke in 63 Ortsteile. In Leipzig wird das Gebiet ehemals selbständiger Gemeinden nach ihrer Eingemeindung als Stadtteil mit dem Gemeindenamen bezeichnet. Der Begriff Stadtteil ist hier also eine historische Kategorie. Die amtlichen Ortsteile stimmen zum Teil mit den Stadtteilen überein, fassen solche zusammen oder zerteilen diese und tragen zum Teil auch davon abweichende Namen.

In Thüringen unterscheidet man ebenfalls zwischen Ortsteilen und Ortschaften. Alle kreisangehörigen Gemeinden und kreisfreien Städte können mit Beschluss des Gemeinde- bzw. Stadtrats Ortsteile mit eigenem Ortsteilrat und eigenem Ortsteilbürgermeister durch Regelung innerhalb der Hauptsatzung bilden. Schließen sich benachbarte kreisangehörige Gemeinden zu einer Landgemeinde zusammen, so ist für die Ortsteile eine Ortschaftsverfassung einzuführen. Diese Ortsteile haben dann den Status einer Ortschaft.

## Österreich

### Kommunalrechtliche Untergliederung
In Österreich werden die Begriffe Gemeindeteil, Ortsteil, Ortsverwaltungsteil und – in bestimmten Zusammenhängen in Tirol – Ortschaft ähnlich verwendet und stehen für die Untergliederung des Gemeindesprengels als Raum der Gebietskörperschaft Gemeinde. Die genaue Bezeichnung ist landesrechtlich uneinheitlich. Das Bundesrecht benutzt alle Begriffe.
Ortsteile von Statutarstädten bezeichnet man in der Regel als Stadtteile, teilweise aber auch als Stadtbezirke (Graz und Klagenfurt) oder in Wien als Gemeindebezirke.
Abgesehen von diesen bundes- und landesweiten Begrifflichkeiten kann jede Gemeinde zusätzlich eigenständig gewisse Ortsteile führen, teils als kommunalrechtliche Gemeindegliederung, teils aus Traditionsgründen unverbindlich. Insbesondere die Städte haben oft ganz eigenständige Gliederungen, so Wien mit den Gemeindebezirken und Grätzln, Graz mit Stadtbezirken, Linz mit Stadtteilen und Statistischen Bezirken, Salzburg mit Stadtteilen, Siedlungsräumen und Landschaftsgebieten, und so fort. In Teilen Tirols und Vorarlbergs werden die Gemeindeteile (Ortschaften) auch explizit Fraktion genannt.

#### Burgenland
Burgenländische Gemeinden haben ihr Gebiet in Ortsverwaltungsteile zu teilen, wenn dies aus kulturellen, historischen, geographischen, verwaltungsökonomischen oder wirtschaftlichen Gründen zweckmäßig ist und im Interesse der Bewohner dieser Gemeindeteile liegt. Dabei müssen sie auf die Grenzen der Katastralgemeinden Rücksicht nehmen. Für Ortsverwaltungsteile ist ein Ortsvorsteher und ein Ortsausschuss zu bestellen. Ortsverwaltungsteilen werden Rechte in Verbindung mit Gemeindeversammlungen und Volksbefragungen eingeräumt.

#### Niederösterreich
Niederösterreichische Gemeinden können ihr Gebiet in Ortsteile teilen, wenn dies aus geographischen oder wirtschaftlichen Gründen zweckmäßig ist und die Verwaltung vereinfacht. Für Ortsteile können Ortsvorsteher bestellt werden.

#### Steiermark
Steirische Gemeinden können ihr Gebiet in Ortsverwaltungsteile teilen, wenn dies aus geographischen oder wirtschaftlichen Gründen zweckmäßig ist und der Erleichterung der Verwaltung dient. Dabei müssen sie auf die Grenzen der Katastralgemeinden Rücksicht nehmen. Falls es sich bei einem Ortsverwaltungsteil um eine ehemalige Gemeinde handelt, kann das Gemeindewappen der untergegangenen Gemeinde als Ortsteilwappen verwendet werden. Für Ortsverwaltungsteile kann ein Ortsvorsteher oder – falls es sich beim Ortsverwaltungsteil um eine ehemalige Gemeinde handelt – ein Ortsteilbürgermeister bestellt werden.
In Graz bestehen in allen 17 Stadtbezirken Bezirksvertretungen (Bezirksräte genannt) als von den Wahlberechtigten des jeweiligen Bezirks alle 5 Jahre gewählte Versammlungen, die bestimmte Aufgaben selbständig wahrnehmen. Den einzelnen Bezirksvertretungen steht jeweils ein Bezirksvorsteher (und zwei Bezirksvorsteherstellvertreter) vor.

#### Tirol
Tiroler Gemeinden können für einzelne Ortschaften einen Ortsvorsteher bestellen und einen Ortsausschuss einrichten, wenn das im Interesse der besseren Anbindung entlegener Siedlungen an die Gemeindeverwaltung zweckmäßig ist.

#### Vorarlberg
Vorarlberger Gemeinden können bestimmte Geschäfte des Gemeindeamtes für einzelne Ortsteile gesondert besorgen, wenn das zweckmäßig erscheint, und zu deren Leitung einen Ortsvorsteher bestellen.

### Andere Untergliederung von Gemeinden und Orten
Die in die Gliederung nach politischen Gemeinden eingehängte Gliederung nach Ortschaften stellt das in Österreich verwendete System der Siedlungsgliederung dar. Ortschaftsbestandteile (OB) war im Sprachgebrauch der Statistik Austria ein Sammelbegriff für Teile von Ortschaften, wenn es sich um geographisch getrennte, eigenständige Siedlungen mit feststehendem Namen handelte.
Häufig wird der Ausdruck Ortsteil auch für die grundbücherliche Verwaltungseinheit Katastralgemeinde verwendet (eine territoriale Gliederungseinheit). Doch können in einer Katastralgemeinde mehrere Ortschaften und Gemeindeteile (abgesehen von der gesetzlichen Einschränkung in Bezug auf Ortsverwaltungsteile in der Steiermark und im Burgenland) liegen, wie auch vice versa eine Ortschaft mehrere Katastralgemeinden umfassen kann.
Weitere Ortsteilbegriffe werden durch die statistischen Zählbezirke/Zählsprengel und die Wahlsprengel dargestellt, die teils traditionelle Ortsteile sind, teils aber künstliche Sammelstrukturen über mehrere Straßenzüge bis hin zu Orten sind.

## Schweiz
In der Schweiz bestehen viele politische Gemeinden aus mehreren Ortschaften. Amtlich wird von „Ortschaft“ gesprochen, wenn diese ein geographisch abgrenzbares Siedlungsgebiet mit eigenem Namen und eigener Postleitzahl haben. In der gewöhnlichen Sprache bezeichnet Ortsteil eine lokale Untergliederung jedweder Art, wobei diese Bezeichnung nicht sehr häufig anzutreffen ist.
In den Kantonen Graubünden, Tessin und Waadt werden die Gemeindeteile Fraktionen, im Kanton Bern Viertelsgemeinden bzw. im Berner Oberland Bäuerten, in der Gemeinde Schwyz Filialen und in Teilen des Kantons Zürich Aussenwachten (so in der Region Winterthur und im Zürcher Oberland) genannt. In Städten entsprechen den Ortsteilen die Quartiere, die teilweise auf frühere Dörfer zurückgehen.
Die Ortsteile genießen in der Regel keine eigene Autonomie. Ausnahmen bilden die Berner Bäuerten und Viertelsgemeinden, die Fraktionen im waadtländischen Le Chenit sowie (als letzte der Davoser Fraktionsgemeinden) die Fraktion Davos Monstein, bis Ende 2009 auch die zürcherischen Zivilgemeinden. In den Städten wird gelegentlich Quartierautonomie gefordert, was etwa durch die neue Zürcher Kantonsverfassung von 2005 (Art. 88) ausdrücklich ermöglicht wird; bislang ist es in diesem Kanton aber nirgends zu einer Realisierung gekommen. In der Stadt Lugano hingegen, die infolge umfassender Eingemeindungen ihr Gebiet stark ausgedehnt hat, wurden 2021 auf der Grundlage des 2016 eingefügten Art. 77bis der Gemeindeordnung für die einzelnen bisherigen Gemeinden und heutigen Ortsteile Quartierkommissionen bestellt.

## Italien
In Italien und in San Marino werden kleinere Ortschaften, die keine eigene Gemeinde bilden, frazione (dt. ‚Fraktion‘) genannt. So ist zum Beispiel Mittewald eine Fraktion der Gemeinde Franzensfeste. Die Teile größerer Städte werden als circoscrizione (Stadtviertel/Stadtbezirk) bezeichnet.